# Oenothera pripjatiensis
Oenothera pripjatiensis är en dunörtsväxtart som beskrevs av Tretjakov. Oenothera pripjatiensis ingår i släktet nattljussläktet, och familjen dunörtsväxter. Inga underarter finns listade i Catalogue of Life.